# Biol
Biol est une commune française située dans le département de l'Isère, en région Auvergne-Rhône-Alpes.
La commune de Biol est adhérente à la communauté de communes Les Vals du Dauphiné depuis le 1er janvier 2017.
Les habitants sont dénommés les Biolois.

## Géographie

### Situation et description

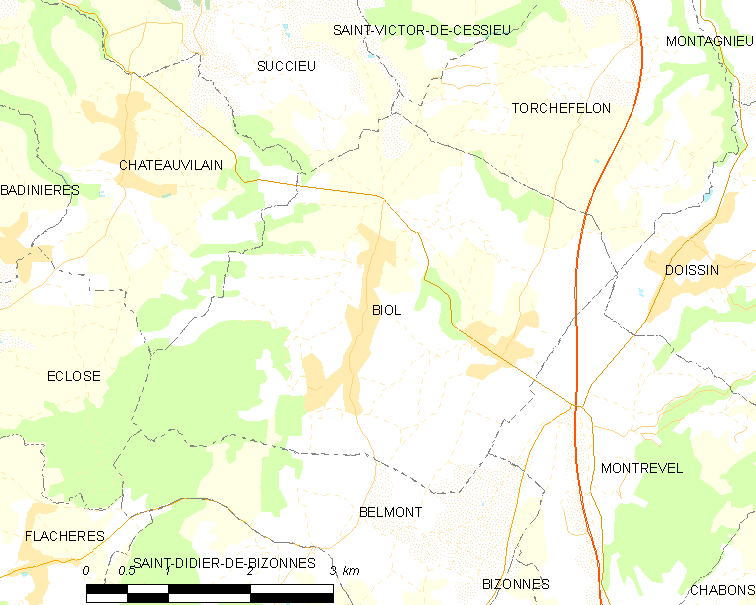
Plan de Biol et des communes limitrophes.

Biol est positionnée au milieu des « Terres froides », une région naturelle de France située dans le nord du département de l'Isère.
La commune est située à environ 50 kilomètres de Lyon, 40 kilomètres de Grenoble et 40 kilomètres de Chambéry. Elle donc située à égale distance des grandes villes même si elle est à l'écart des grandes voies de circulation. Le lac de Paladru se situe à 12 km et Saint-Pierre-de-Chartreuse à 45 km. Biol est également située à 15 km de Bourgoin-Jallieu et à 15 km de La Tour-du-Pin.
Il s'agit d'une petite commune essentiellement rurale à l'écart des grandes voies de circulation, même si l'autoroute Lyon-Grenoble passe à proximité d'un bourg central de taille très modeste mais sans le desservir directement.

### Géologie
Les moraines des glaciers de l'époque quaternaire déposées sur un bloc molassique ont donné à cette partie au nord-ouest du département de l'Isère un paysage de collines ondulées connues sous le nom de « Terres Froides ». Certains spécialistes centrent cet ensemble molassique autour de Biol, Châbons et Bizonnes voire le lac de Paladru.

### Communes limitrophes
| Succieu           |         | Torchefelon |
| Châteauvilain     | Biol    | Doissin     |
| Eclose-Badinières | Belmont | Montrevel   |

### Hydrographie

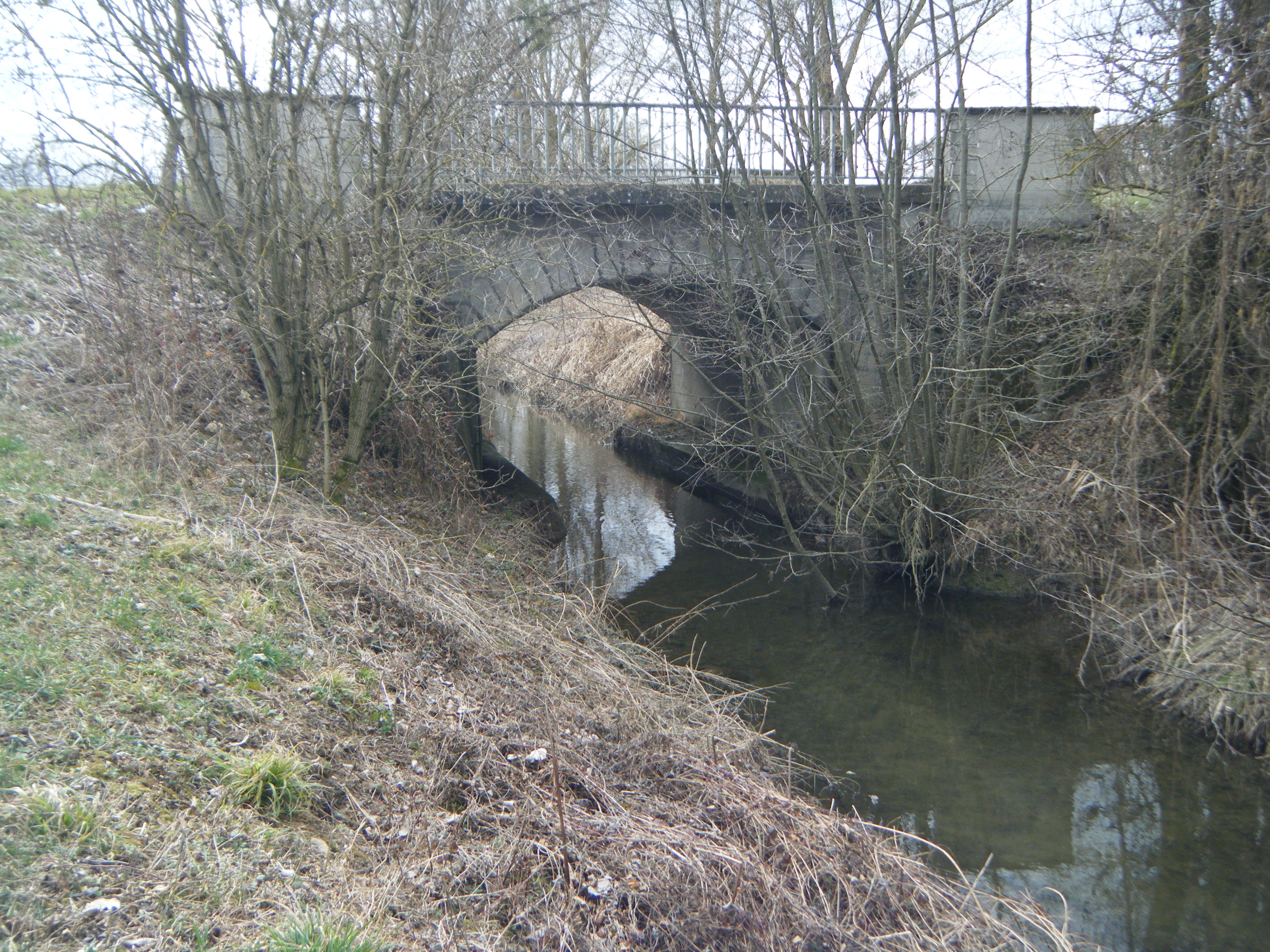
Le ruisseau de l'Hien à Biol en mars 2019.

La commune est bordée dans sa partie orientale par le ruisseau de l'Hien, affluent de la Bourbre et d'une longueur de 17,2 km.

### Climat
Pour des articles plus généraux, voir Climat d'Auvergne-Rhône-Alpes et Climat de l'Isère.
En 2010, le climat de la commune est de type climat océanique altéré, selon une étude du Centre national de la recherche scientifique s'appuyant sur une série de données couvrant la période 1971-2000. En 2020, Météo-France publie une typologie des climats de la France métropolitaine dans laquelle la commune est exposée à un climat de montagne ou de marges de montagne et est dans la région climatique  Alpes du nord, caractérisée par une pluviométrie annuelle de 1 200 à 1 500 mm, irrégulièrement répartie en été. 
Pour la période 1971-2000, la température annuelle moyenne est de 10,5 °C, avec une amplitude thermique annuelle de 17,7 °C. Le cumul annuel moyen de précipitations est de 1 080 mm, avec 10,3 jours de précipitations en janvier et 6,8 jours en juillet. Pour la période 1991-2020, la température moyenne annuelle observée sur la station météorologique de Météo-France la plus proche, « Bourgoin », sur la commune de Bourgoin-Jallieu à 14 km à vol d'oiseau, est de 12,4 °C et le cumul annuel moyen de précipitations est de 844,0 mm,. Pour l'avenir, les paramètres climatiques de la commune estimés pour 2050 selon différents scénarios d'émission de gaz à effet de serre sont consultables sur un site dédié publié par Météo-France en novembre 2022.

### Voies de communication et transport

#### Routes principales
L'autoroute A48  qui relie l'agglomération Lyonnaise à celle de Grenoble traverse la partie nord-est du territoire communal, au niveau des marais de l'Hien. La sortie d'autoroute la plus proche (A43) est celle qui dessert l'agglomération de La Tour-du-Pin :
- 9 à 47 km : La Tour-du-Pin-centre (puis direction Saint-Victor-de-Cessieu).

Le territoire communal est traversé par une seule route départementale, la RD520 qui correspond à l'ancien tracé de la RN520 qui autrefois reliait la ville de Bourgoin-Jallieu par Les Éparres à la commune des Échelles en Savoie. Cette route a été déclassée lors de la réforme de 1972.

## Urbanisme

### Typologie
Au 1er janvier 2024, Biol est catégorisée commune rurale à habitat dispersé, selon la nouvelle grille communale de densité à sept niveaux définie par l'Insee en 2022.
Elle est située hors unité urbaine et hors attraction des villes,.

### Occupation des sols
L'occupation des sols de la commune, telle qu'elle ressort de la base de données européenne d’occupation biophysique des sols Corine Land Cover (CLC), est marquée par l'importance des territoires agricoles (73,4 % en 2018), en diminution par rapport à 1990 (74,5 %). La répartition détaillée en 2018 est la suivante : 
zones agricoles hétérogènes (42 %), terres arables (19,4 %), forêts (18,1 %), prairies (12,1 %), zones urbanisées (8,5 %). L'évolution de l’occupation des sols de la commune et de ses infrastructures peut être observée sur les différentes représentations cartographiques du territoire : la carte de Cassini (XVIIIe siècle), la carte d'état-major (1820-1866) et les cartes ou photos aériennes de l'IGN pour la période actuelle (1950 à aujourd'hui).

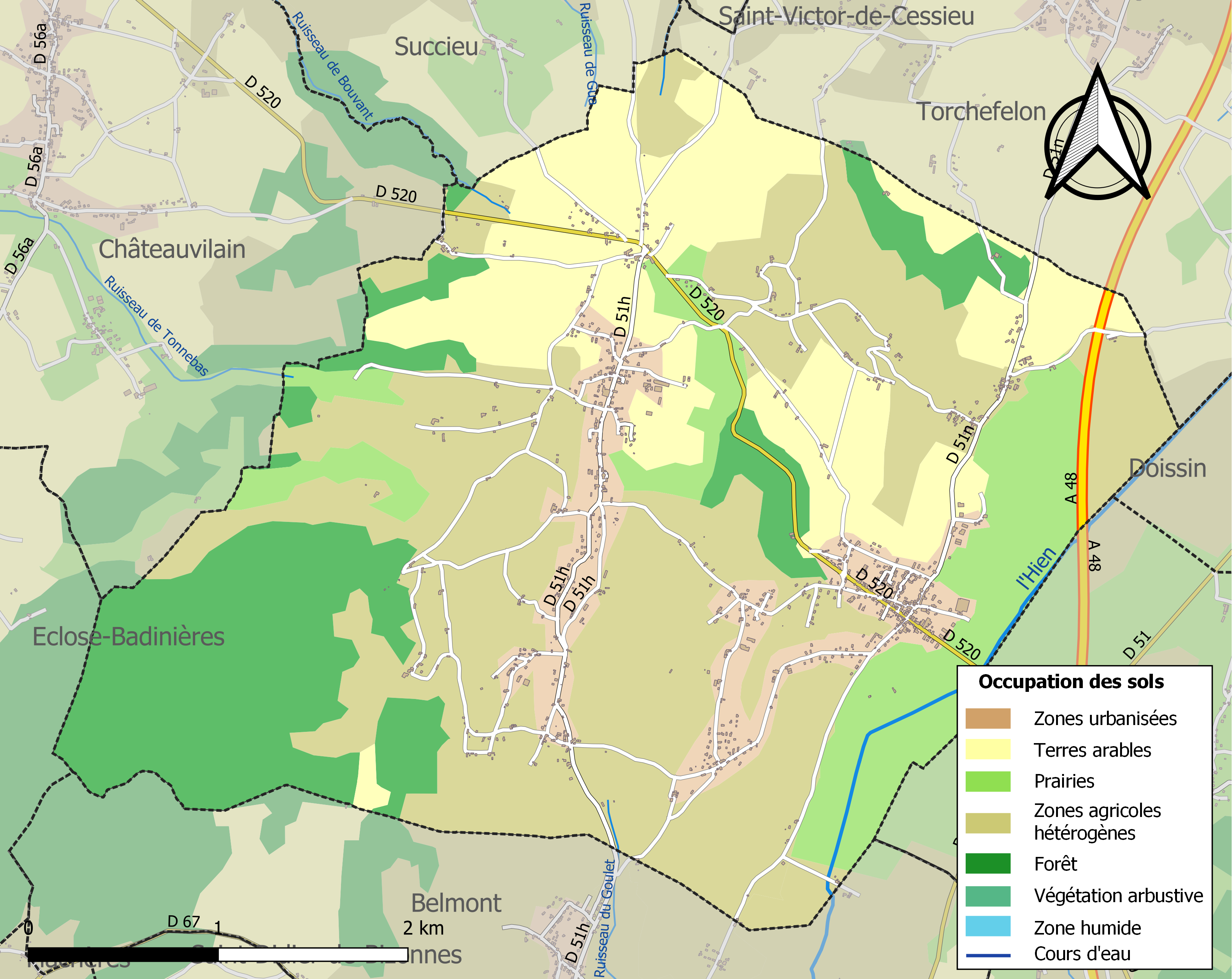
Carte des infrastructures et de l'occupation des sols de la commune en 2018 (CLC).

### Hameaux, Lieux-dits et écarts
Voici, ci-dessous, la liste la plus complète possible des divers hameaux, quartiers et lieux-dits résidentiels urbains comme ruraux, ainsi que les écarts qui composent le territoire de la commune de Biol, présentés selon les références toponymiques fournies par le site géoportail de l'Institut géographique national.
| - les Leschères - Charamalet - la Boussière - le Perret - le Rapoux - le Guillaud - la Picardière - les Blaches | - Caletière - Jacolin - Mure - les Galières - Blassin - les Azimets - les Arendeaux - Maison Marceau | - Haut Biol - Chez Boiton - Lebiessis - le Fayard - les Moulins - le Bonin - Barracas - Ribaillère | - le Ferrand - la Combe - le Picot - Bas Biol - Saint-Romain - le Foulu - le Pressoir - les Brotteaux |

### Risques naturels et technologiques

#### Risques sismiques
L'ensemble du territoire de la commune de Biol est situé en zone de sismicité no 3 (sur une échelle de 1 à 5), comme la plupart des communes de son secteur géographique, mais non loin de la zone no 4, située plus à l'est.
| Type de zone | Niveau            | Définitions (bâtiment à risque normal) |
| ------------ | ----------------- | -------------------------------------- |
| Zone 3       | Sismicité modérée | accélération = 1,1 m/s2                |

## Toponymie
Au cours de la période médiévale, on trouve les premières formes du nom : Biollio (XIIIe siècle), Bioyl (XIVe siècle) ou encore Biolum (XVe siècle).
Le nom de Biol est à rapprocher de La Biolle en Savoie, ainsi que des nombreux hameaux ou lieux-dits de la région : Biollay, Biolley, Biollat, Biollex, Biollet, des termes dialectaux désignant un endroit planté de bouleaux tandis que Biol et La Biolle désignent l'arbre lui-même, du latin "betulla" d'origine gauloise,,.
Selon André Plank, auteur du livre L'origine du nom des communes du département de l'Isère, le nom de Biol pourrait dériver du gaulois « bilia » qui désigne un tronc d'arbre, terme qu'évoque le mot français « billot ». Cette étymologie est invraisemblable.

## Histoire

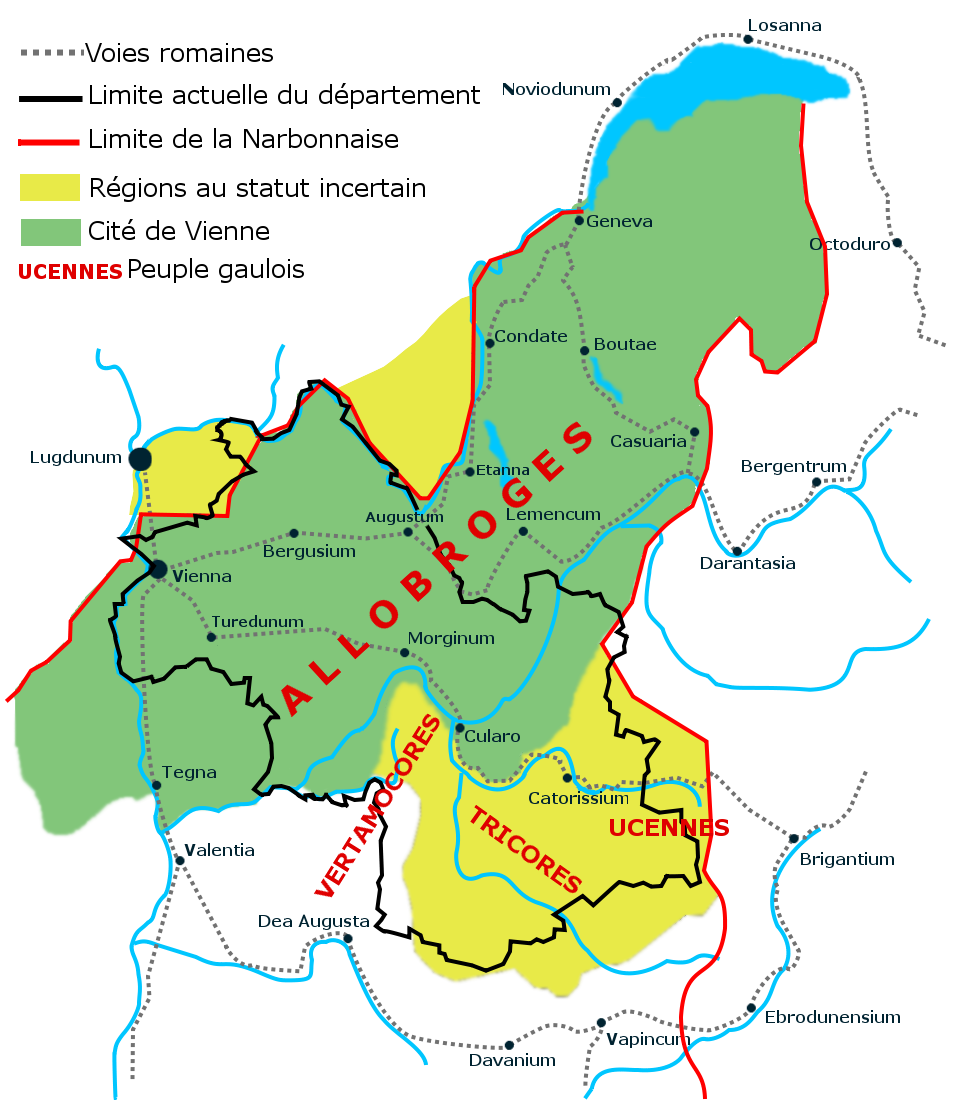
Territoire des Allobroges.

La halle et l'église de Biol en 1908.

### Antiquité
Le secteur actuel de la commune de Biol se situe à l'ouest du territoire antique des Allobroges, ensemble de tribus gauloises occupant l'ancienne Savoie, ainsi que la partie du Dauphiné, située au nord de la rivière Isère.

### Moyen Âge et Temps Modernes
Des membres de la famille de Bocsozel occupent le château de Montmartin et sa seigneurie aux XIVe et XVe siècles. C'est la branche de Belmont qui est à la tête de cette seigneurie. Ils la perdent au profit des Alleman en 1449 quand Guy de Bocsozel, sans autre enfants que sa fille Jeanne, donne en dot la seigneurie de Montmartin et Éclose pour qu'elle puisse se marier à Aymar Alleman, seigneur de Rochechinard.
Aux XVIe et XVIIe siècles, la famille noble Alleman détenait la seigneurie de Montmartin dont dépendait le château. Ils étaient également marquis de Vaux (au nord de Biol).
Certaines maisons de Biol ont appartenu au marquisat de Virieu (au sud de Biol), aux XVIe et XVIIe siècles.

## Politique et administration

### Administration municipale
Le conseil municipal de Biol est composé d'un maire, de trois adjoints au maire et de onze conseillers municipaux (neuf hommes et six femmes). Deux de ses membres représentent la commune au conseil de la communauté de communes Les Vals du Dauphiné.
En 2019, le conseil municipal gère dix commissions, toutes présidées par le maire de la commune.
En mars 2019, le maire Jean-Claude Archer démissionne et c'est Patrick Belmont (ancien 1er adjoint de la commune) qui est élu maire.

### Liste des maires
| Période                                  | Période     | Identité           | Étiquette | Qualité  |
| ---------------------------------------- | ----------- | ------------------ | --------- | -------- |
|                                          |             | Henri Banchet      |           |          |
|                                          |             | Gaston Armanet     |           |          |
|                                          |             | Jacques Banchet    |           |          |
| juin 1995                                | 2001        | Edmond Drevet      |           |          |
| juin 2008                                | 7 mars 2019 | Jean-Claude Archer | UMP-LR    | Retraité |
| 7 mars 2019                              | En cours    | Patrick Belmont    |           |          |
| Les données manquantes sont à compléter. |             |                    |           |          |

## Population et société

### Démographie
L'évolution du nombre d'habitants est connue à travers les recensements de la population effectués dans la commune depuis 1793. Pour les communes de moins de 10 000 habitants, une enquête de recensement portant sur toute la population est réalisée tous les cinq ans, les populations de référence des années intermédiaires étant quant à elles estimées par interpolation ou extrapolation. Pour la commune, le premier recensement exhaustif entrant dans le cadre du nouveau dispositif a été réalisé en 2004.

En 2022, la commune comptait 1 536 habitants, en évolution de +9,56 % par rapport à 2016 (Isère : +3,07 %, France hors Mayotte : +2,11 %).
| 1793  | 1800  | 1806  | 1821  | 1831  | 1836  | 1841  | 1846  | 1851  |
| ----- | ----- | ----- | ----- | ----- | ----- | ----- | ----- | ----- |
| 1 070 | 1 192 | 1 440 | 1 299 | 1 534 | 1 435 | 1 454 | 1 568 | 1 468 |

| 1856  | 1861  | 1866  | 1872  | 1876  | 1881  | 1886  | 1891  | 1896  |
| ----- | ----- | ----- | ----- | ----- | ----- | ----- | ----- | ----- |
| 1 372 | 1 317 | 1 257 | 1 248 | 1 285 | 1 305 | 1 270 | 1 155 | 1 116 |

| 1901  | 1906  | 1911 | 1921 | 1926 | 1931 | 1936 | 1946 | 1954 |
| ----- | ----- | ---- | ---- | ---- | ---- | ---- | ---- | ---- |
| 1 048 | 1 004 | 955  | 914  | 889  | 909  | 878  | 866  | 865  |

| 1962 | 1968 | 1975 | 1982 | 1990  | 1999  | 2004  | 2006  | 2009  |
| ---- | ---- | ---- | ---- | ----- | ----- | ----- | ----- | ----- |
| 856  | 810  | 774  | 972  | 1 025 | 1 203 | 1 287 | 1 295 | 1 343 |

| 2014  | 2019  | 2022  | - | - | - | - | - | - |
| ----- | ----- | ----- | - | - | - | - | - | - |
| 1 400 | 1 454 | 1 536 | - | - | - | - | - | - |

### Enseignement

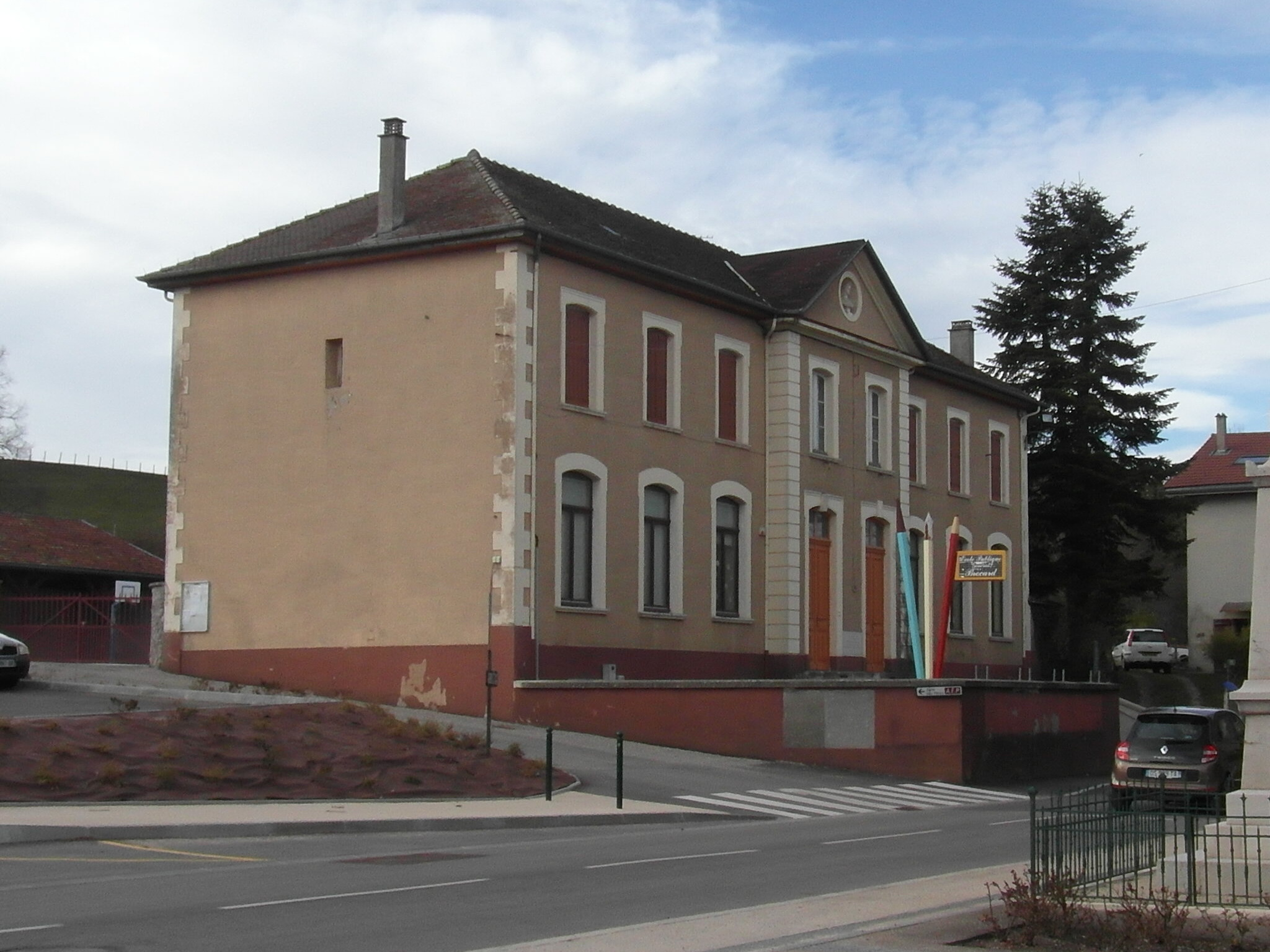
École publique élémentaire Général Brocard (Haut-Biol).

Située dans l'académie de Grenoble, la commune de Biol compte trois écoles :
- l'école publique élémentaire Saint-Exupéry (Bas-Biol) qui comprend les sections de maternelle et les premières classes d'école primaire ;
- l'école publique élémentaire Général Brocard (Haut-Biol) qui comprend généralement les classes de cours moyens, voire d'autres classes d'école primaire selon les effectifs ;
- l'école privée Saint Dominique Savio.

### Vie associative
Il existe plusieurs associations à Biol. Parmi celles-ci on peut citer le sou des écoles, le club de football, le club de basket, la chorale le club de patois et les Conscrits.
Les conscrits de Biol organisent traditionnellement la vogue, sorte de fête patronale, de Biol-le-Bas en octobre, la tournée des brioches la veille du Jour de l'An, une soirée disco en janvier, la vogue de Biol-le-Haut en avril, la matinée crêpes début mai, ainsi qu'une soirée dansante en juin.

### Vie culturelle

#### Festival: Biol Farm Festival
Biol accueille depuis 2011 le Biol Farm Festival (ou BFF) au sein du Gaec De La Mure. 
Au cours de ses éditions en 2011, 2012, 2013, 2015 et 2017, le festival regroupe de nombreuses personnes sur 2 jours autour de musiques éclectiques, tel que du reggae, de la musique électro, du rock, de la musique des Balkans ou encore des fanfares. Durant la journée, différentes activités sont également mises en place à travers la ferme, telles que des visites guidées, une scène de théâtre, ainsi que plusieurs zones de jeux.
Le BFF a été créé dans le but de sensibiliser les personnes à l'agriculture actuelle à travers un évènement festif, afin de partager et de faire découvrir les valeurs et le savoir-faire de l'Agriculture Biologique.
Une prochaine édition est prévue pour le 5 juillet 2025, toujours dans l'esprit des éditions précédentes.

### Médias
Presse régionale
Historiquement, le quotidien à grand tirage Le Dauphiné libéré consacre, chaque jour, y compris le dimanche, dans son édition du Nord-Isère, un ou plusieurs articles à l'actualité du canton et de la commune, ainsi que des informations sur les éventuelles manifestations locales, les travaux routiers, et autres événements divers à caractère local.

### Cultes
La communauté catholique et l'église de Biol (propriété de la commune) sont rattachées à la paroisse Sainte-Anne qui est, elle-même, rattachée au diocèse de Grenoble-Vienne.

## Culture et patrimoine

### Lieux et monuments

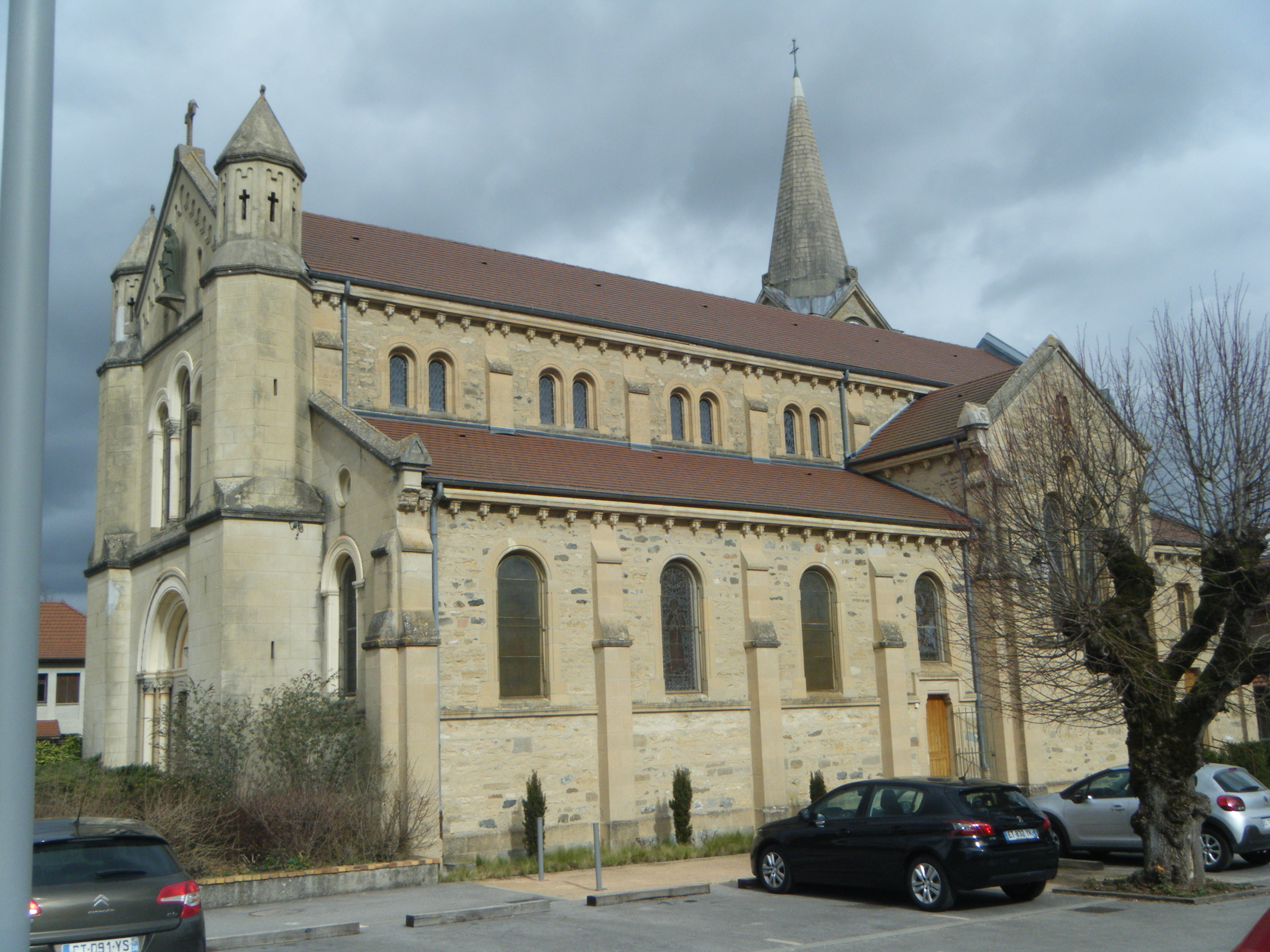
Église de Biol en mars 2019

#### Monuments religieux
- L'église Saint-Jean-Baptiste de Biol-le-Bas du XIXe siècle
- Église de l'Immaculée-Conception du Haut-Biol
- La chapelle Saint-Pierre-Saint-Paul de Haut-Biol, construite par les habitants de la commune pour remplacer l'ancienne église du hameau détruite au XVIIe siècle[29].

#### Autres bâtiments

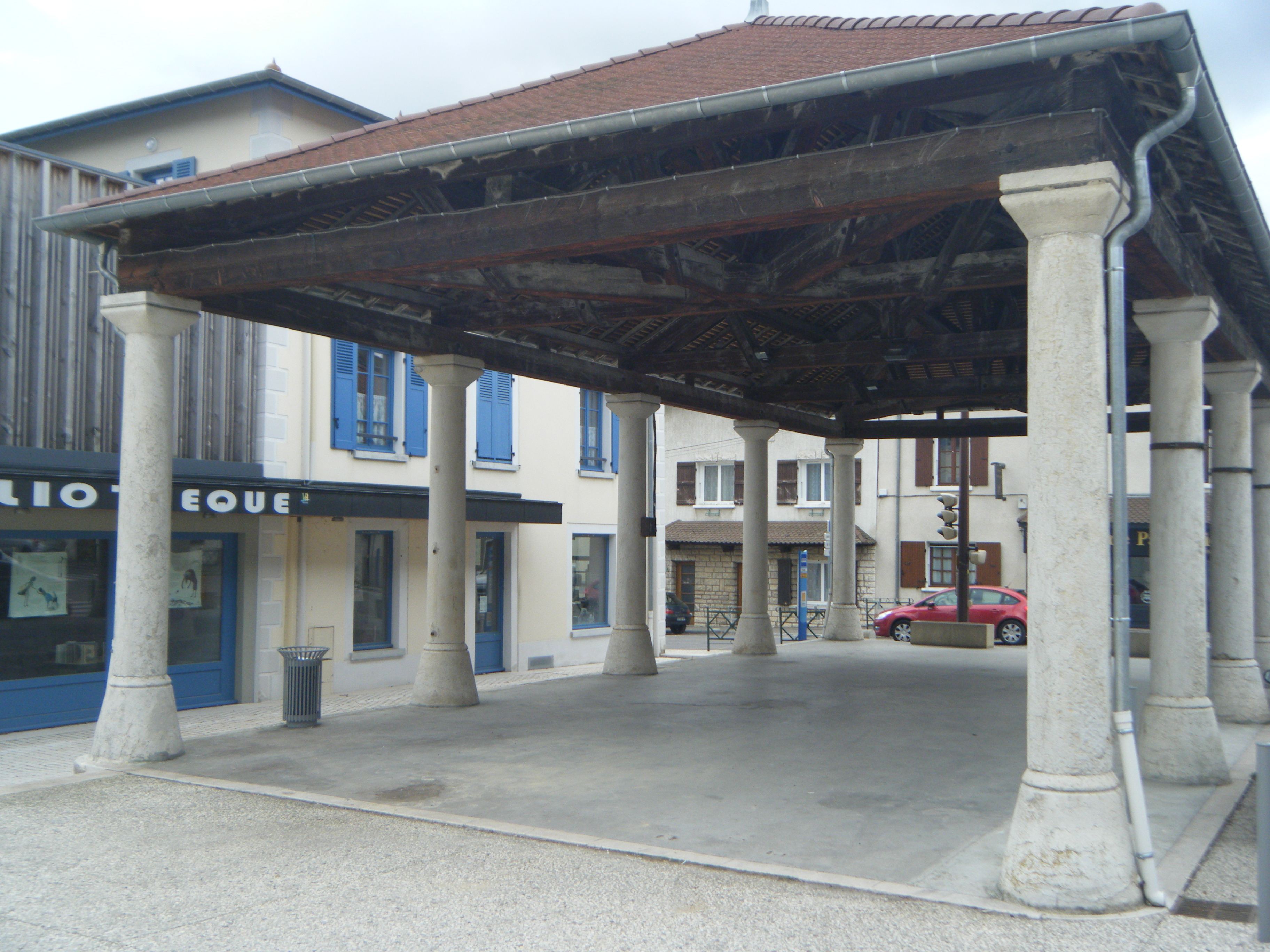
Halle de Biol en mars 2019

- Les halles communales en centre-ville
- Quelques maisons anciennes à grand toit dauphinois
- Château ruiné de Montmartin. Il n'en reste absolument rien, sinon un joli point de vue et un chemin appelé chemin de l'Allée (qui menait au château).

### Patrimoine et tradition orales

#### Langue régionale

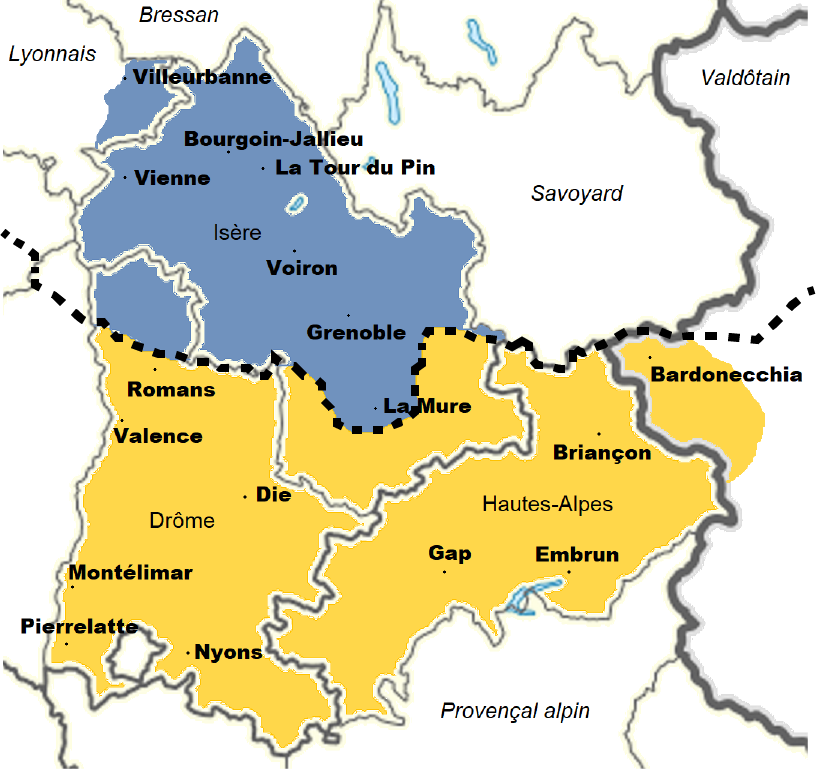
Carte linguistique du Dauphiné : Le dauphinois est un dialecte arpitan parlé dans le nord du Dauphiné

Historiquement, sur le plan linguistique, le territoire de Biol, ainsi que l'ensemble du pays des Terres froides, se situe au nord-ouest de l'agglomération grenobloise et au sud-est de l'agglomération lyonnaise et donc dans la partie centrale du domaine linguistique des patois dauphinois, laquelle appartient au domaine de la langues dite francoprovençal ou arpitan au même titre que les parlers savoyards, vaudois, Valdôtains, bressans et foréziens.
L'idée du terme, « francoprovençal », attribué à cette langue régionale parlée dans la partie centre-est de la France, différente du français, dit langue d'oil et de l'occitan, dit langue d'oc est l'œuvre du linguiste et patriote italien Graziadio Isaia Ascoli en 1873 qui en a identifié les caractéristiques, notamment dans le Grésivaudan, les pays alpins et la vallée de l'Isère, depuis sa source jusqu'à sa confluence avec le Rhône. .

### Personnalités liées à la commune
- Antonin Brocard (1885 Biol – 1950 Paris)

général d’aviation. Il commanda l’escadrille des Cigognes en 1915 puis en 1916 (groupe de combat) et recruta entre autres Guynemer, dont la devise était : « faire face ». Il eut également un rôle politique en faveur de l’armée et de l’aéronautique.
- Maurice Saborin (3/6/1933 à Biol)

haut fonctionnaire, préfet depuis 1982 : Cantal, Guadeloupe, Meuse (trésorier-payeur-général) et Finistère depuis 1988-1992, préfet directeur des moyens gouvernementaux, des plans et de la sécurité au secrétariat général de la défense nationale (Premier ministre)1992-1994.

### Sites naturels

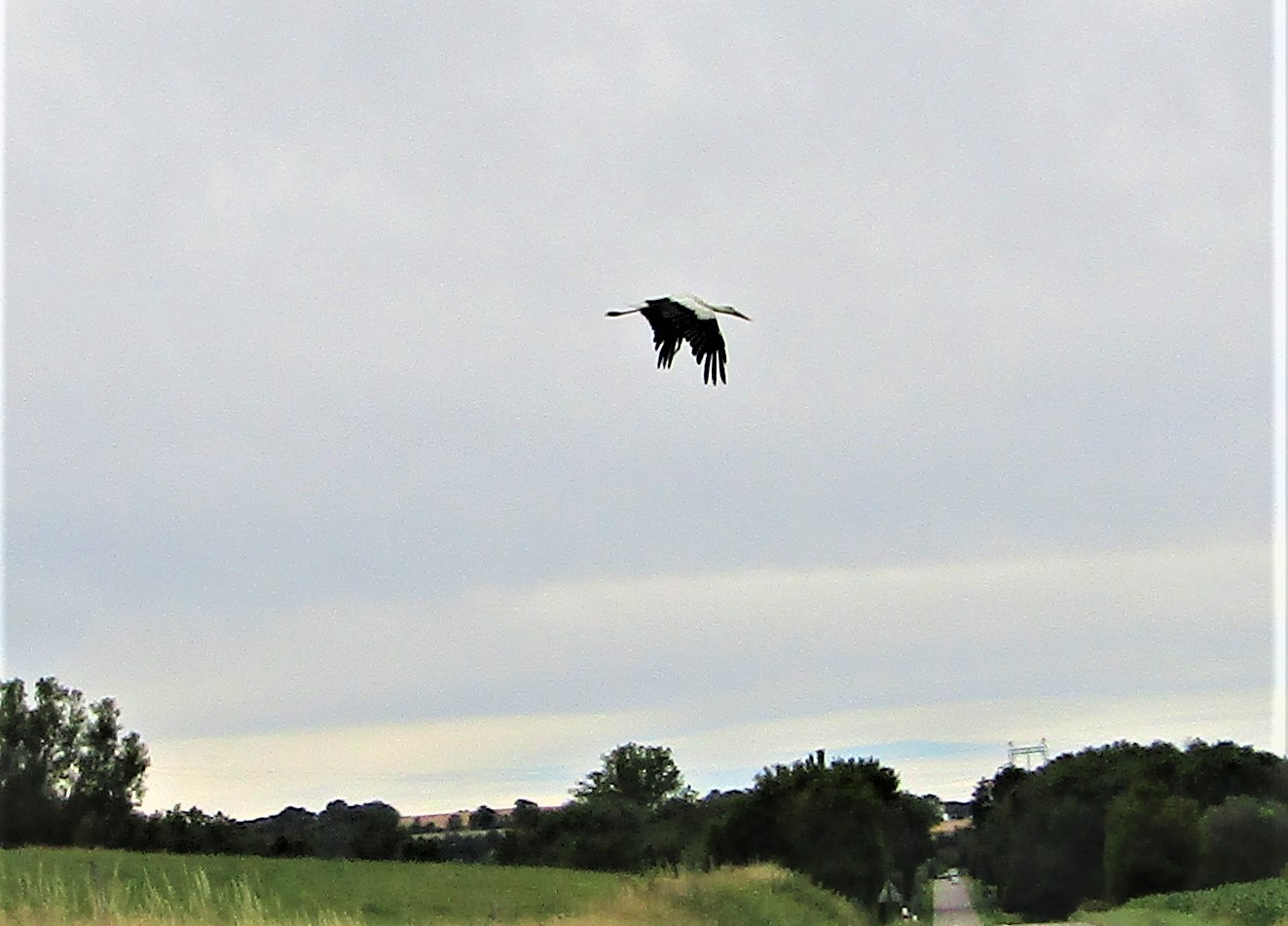
Cigogne dans le ciel de la vallée de l'Hien en été

Biol est situé sur le passage des cigognes lors de leur migration. Un élevage de cigognes est situé à Blassin, dans les marais. Certaines cigognes vivent à proximité de cette cage tout au long de l'année[réf. nécessaire].

### Héraldique
|  | Biol possède des armoiries dont l'origine et le blasonnement exact ne sont pas disponibles. |